# Металоза
Металоза  је процес таложења у ткивима металних остатака као резултат хабања у тело пацијента уграђених ортопедских помагала. Она је једна од компликација која се најчешће јавља након потпуне замене зглоба (артропластике).

## Опште информације
Металоза се понекад користи као синоним за израз штетна реакција на металне остатке. Међутим, природа биолошког одговора који прати таложење метала је променљива. Када се користи за описивање биолошке реакције (за разлику од изазивања таложења метала),  чиста металоза је хистолошки дефинисана као преовлађивање макрофага који садрже металне честице (или хистоцитна реакција страног тела), без присуства хроничног лимфоцитног инфилтрата, са намером да укаже на асептичну лезију повезану са васкулитисом у којој  доминирају лимфоцити и тип ИВ реакција преосетљивости одложеног типа.

## Патологија
Металоза је таложење металних остатака у перипростетичким меким ткивима. Металне микрочестице се генеришу понављањем абразије металног хардвера, као што је артропластика метал-на-метал, компоненте модуларне реконструкције (као што је на протетском интерфејсу глава бутне кости-врат, названа трунионоза) или сломљене фиксационе плоче. Остаци могу захватити зглобну капсулу, шупљину и/или екстраартикуларна ткива.
Металозу не треба мешати са болешћу честица , која је узрокована ослобађањем неметалних полиетиленских микрочестица из облоге протезе.

##### Локација
Металоза обично укључује велике зглобове који носе тежину, као што су колена и кукови.

## Клиничка слика
Доминантни симптом у клиничкој слици металозе су:
- Екстремни бол (чак и када се пацијент не креће);.

- Оток и запаљење.

- Попуштање имплантата.

- Дислокација зглоба.

## Компликације
У металози компоненте метала настале стругањем уграђених помагала узрокују да се металне љуспице осипају из система, а имплант се истроши. То доводи до бројних додатних нежељених ефеката као што су:
- конфузија,

- осећај малаксалости,

- гастроинтестинални проблеми,

- вртоглавица,

- главобоље,

- проблеми у нервном систему (осећај пецкања, жарења или утрнулости екстремитета)
- тровање кобалтом (осип на кожи, кардиомиопатија, проблеми са слухом, видом или спознајом, тремор и хипотиреоза)
- пропадање костију
- асептична фиброза, локална некроза.
- неуспешна замене кука,
- накнадна ревизија замене кука или операција.